# Крустпилсский край
Кру́стпилсский край (латыш. Krustpils novads) — бывшая административно-территориальная единица на юго-востоке Латвии, в историко-культурной области Латгале. Край состоял из шести волостей. Администрация края находилась в городе Екабпилс, который не входил в состав края.
Край был образован 1 июля 2009 года из части расформированного Екабпилсского района.
Площадь края составляла 812,2 км². Граничил с Плявинским, Мадонским, Вараклянским, Риебинским, Ливанским, Екабпилсским, Салским краями и городом Екабпилс.
В 2021 году в результате новой административно-территориальной реформы Крустпилсский край был упразднён.

## Население
На 1 января 2010 года население края составляло 6680 человек; по оценке на 1 января 2015 года — 5908 постоянных жителей.

### Национальный состав
Национальный состав населения края по итогам переписи населения Латвии 2011 года был распределён таким образом:
| Национальность        | Численность, чел. (2011) | %        |
| --------------------- | ------------------------ | -------- |
| Латыши                | 4310                     | 70,82 %  |
| в том числе латгальцы | 795                      | 13,06 %  |
| Русские               | 1372                     | 22,54 %  |
| Белорусы              | 167                      | 2,74 %   |
| Поляки                | 126                      | 2,07 %   |
| Украинцы              | 36                       | 0,59 %   |
| Литовцы               | 32                       | 0,53 %   |
| Другие                | 43                       | 0,71 %   |
| всего                 | 6086                     | 100,00 % |

## Территориальное деление
- Аташиенская волость (латыш. Atašienes pagasts), центр — Аташиене
- Вариешская волость (латыш. Variešu pagasts), центр — Вариеши
- Випская волость (латыш. Vīpes pagasts), центр — Випе
- Крустпилсская волость (латыш. Krustpils pagasts), центр — Спуньгени
- Кукская волость (латыш. Kūku pagasts), центр — Зиланы
- Межарская волость (латыш. Mežāres pagasts), центр — Межаре